# Harriman-Alaska-Expedition

Landkarte mit der Route der Harriman Expedition 1899

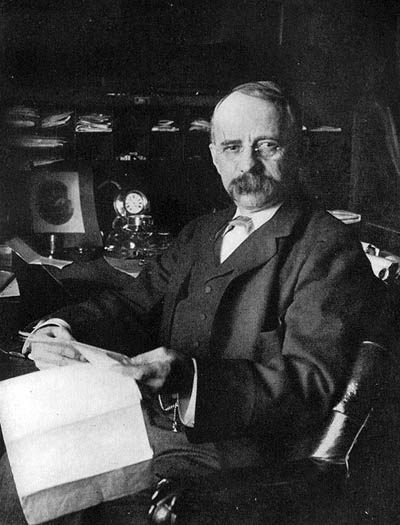
Edward Henry Harriman

Die Harriman-Alaska-Expedition war eine vom Großindustriellen Edward Henry Harriman organisierte Expedition zu den Küstengewässern Alaskas im Jahr 1899.
Harriman charterte für die Reise das Schiff George W. Elder und lud namhafte Wissenschaftler sowie Freunde John Muir, Clinton Hart Merriam, Grove Karl Gilbert, George Bird Grinnell, William Trelease, Theodore Pergande, Edward Curtis, Robert Ridgway und William Emerson Ritter ein, um vor Ort Flora und Fauna zu erforschen. In der Zeit vom 31. Mai bis zum 30. Juli 1899 entstanden über 5000 Fotografien, die die Funde und den Verlauf der Expedition dokumentierten. Unter anderem wurde der College-Fjord im Norden des Prinz-William-Sunds entdeckt. Ab 1910 erschienen die Expeditions-Berichte und darauf aufbauende Publikationen in Herausgeberschaft Grinnells.
Mit einem Grammophon spielte Harriman laute Musik, wenn das Schiff Ortschaften und Siedlungen an der Küste anlief. Außerdem nutzte er dieses damals fortschrittliche Gerät, um eine der wenigen noch heute vorhandenen Aufzeichnungen der aussterbenden Eyak-Sprache vorzunehmen. Der Aufnahmezylinder war nach dem Ende der Expedition lange verschollen. Anthony Seeger vom Archiv für traditionelle Musik an der Indiana University fand ihn wieder und stellte ihn 1985 bei einer Konferenz im japanischen Sapporo vor. Der Linguist Michael Krauss, Spezialist für Na-Dené-Sprachen, erkannte die Sprache.
Der Expedition wurde die Plünderung von Artefakten der Tlingit vorgeworfen. So sollen in Cape Fox bei Ketchikan sieben oder acht Totempfähle entwendet und an verschiedene Universitäten und Museen veräußert worden sein.

## Mitglieder der Expeditions-Reise
Insgesamt 126 Personen nahmen an der Expedition teil:
- 14 Mitglieder der Familie Harriman (Dienstboten eingeschlossen)
- 25 Wissenschaftler
- 3 Künstler (Maler)
- 2 Fotografen
- 2 Stenografen
- 2 Chirurgen mit Assistent ( 1 Ausgebildete Krankenschwester)
- 1 Kaplan
- 11 Jäger, Träger, Gehilfen
- 65 Offiziere und Besatzungsmitglieder

### Die Wissenschaftler
- William H. Brewer, Sheffield Scientific School, Yale University, New Haven, Conn.
- John Burroughs, Ornithologe und Schriftsteller, West Park, N. Y.
- Wesley R. Coe, Assistant Professor der vergleichenden Anatomie, Yale University, New Haven, Conn.
- Frederick V. Coville, Kurator des National Herbarium und Botaniker des U. S. Department of Agriculture, Washington, D. C.
- William H. Dall, Paläontologe ders U. S. Geological Survey und Honorarkurator für Weichtiere im U. S. National Museum, Washington, D. C.
- W. B. Devereux, Bergbauingenieur, Glenwood Springs, Colo.
- Daniel G. Elliot, Kurator der Zoologie, Field Columbian Museum, Chicago, Ill.
- Benjamin K. Emerson, Geologe, Amherst College, Amherst, Mass.
- B. E. Fernow, Dekan der School of Forestry, Cornell University, Ithaca, N. Y.
- A. K. Fisher, Ornithologe, Biological Survey, U. S. Department of Agriculture, Washington, D. C.
- Henry Gannett, Hauptgeograph, U. S. Geological Survey, Washington, D. C.
- G. K. Gilbert, Geologe, U. S. Geological Survey, Washington, D. C.
- George Bird Grinnell, Redakteur der Zeitschrift Forest and Stream, New York City
- Thomas H. Kearney, Jr., Assistenzbotaniker, U. S. Department of Agriculture, Washington, D. C.
- Charles A. Keeler, Direktor des Museums der California Academy of Sciences, San Francisco, Calif.
- Trevor Kincaid, Professor der Zoologie, University of Washington, Seattle, State of Washington.
- C. Hart Merriam, Leiter des Biological Survey, U. S. Department of Agriculture, Washington, D. C.
- John Muir, Autor und Student der Gletscher, Martinez, Calif.
- Charles Palache, Mineraloge, Harvard University, Cambridge, Mass.
- Robert Ridgway, Kurator der Abt. Vögel, U. S. National Museum, Washington, D. C.
- William E. Ritter, Präsident der California Academy of Sciences und Professor der Zoologie an der University of California, Berkeley, Calif.
- De Alton Saunders, Botaniker, South Dakota Experiment Station, Brookings, South Dakota.
- William Trelease, Direktor des Missouri Botanischen Garten, St. Louis, Mo.

### Maler
- R. Swain Gifford, New York City.
- Fred S. Dellenbaugh, New York City.
- Maler für Vögel: Louis Agassiz Fuertes, Ithaca, N. Y.

### Ärzte
- Lewis Rutherford Morris, New York City.
- Edward L. Trudeau, Jr., Saranac Lake, N. Y.

### Taxidermist und Präparator
- Leon J. Cole, Ann Arbor, Michigan.
- Edwin C. Starks, Biological Survey, Washington, D. C.

### Fotografen
- Edward S. Curtis, Seattle, Wash.
- Duncan G. Inverarity, Seattle, Wash.

### Kaplan
- George F. Nelson, New York City.

### Stenografen
- Louis F. Timmerman, New York City.
- Julian L. Johns, Washington, D. C.

### Schiffsoffiziere
- Kapitän: Peter Doran.
- Erster Offizier: Charles McCarty.
- Lotse: J. F. Jordan.
- Erster Ingenieur: J. A. Scandrett.
- Steward: Joseph V. Knights.[2]

Die Passagiere wurden besonderen Komitees zugeordnet und hatten bestimmte Aufgaben zu erfüllen.